# Away from the Sun (canción)
«Away from the Sun» es una canción de la banda de rock alternativo estadonidense 3 Doors Down, lanzado a través de Universal Records el 12 de enero de 2004 como el cuarto y último sencillo de su segundo álbum de estudio Away from the Sun (2002). La canción debutó en el puesto número 6 en el Billboard Bubbling Under Hot 100 y alcanzó el puesto número 62 en el Billboard Hot 100 en agosto del mismo año.

## Video musical
El vídeo musical de "Away from the Sun" fue dirigido por Noble Jones.
El vídeo comienza con un niño (interpretado por el sobrino de Brad Arnold) que intenta escalar una montaña con rocas atadas a sus tobillos con cuerdas. Mientras sube, un hombre corre hacia él y comienza a regañar al niño. El niño luego cae de la montaña. Mientras cae, un grupo de colegialas observa. La mayoría de ellas se ríen de él, con la excepción de una niña que lo mira en silencio con una expresión en blanco en su rostro. Después, el niño intenta escalar la montaña nuevamente. Esta vez, sin embargo, un grupo de hombres comienza a arrojarle piedras al niño, excepto un hombre que lo mira fijamente y deja caer su piedra. El niño luego ve a una mujer vestida de blanco frente a él, pero el hombre del video anterior reaparece y lo golpea hasta la base de la montaña. Mientras reflexiona sobre los eventos que habían sucedido, el sol comienza a salir sobre la cordillera en el horizonte. Finalmente, el niño intenta nuevamente escalar la montaña. Vuelve a ver a la mujer vestida de blanco y continúa subiendo hasta la cima de la montaña. La escena muestra al niño subiendo la montaña desde lejos antes de que la luz del sol consuma la pantalla y el video termine.

## Lista de canciones
Edición europea (Sencillo)
1. "Away from the Sun" – 3:51
2. "Away from the Sun" (acústico) – 3:45

Edicion australiana (Sencillo)
1. "Away from the Sun" – 3:53
2. "The Road I'm On" – 4:01
3. "When I'm Gone" – 4:23
4. "Kryptonite" (en vivo) – 4:11

## Posicionamiento en lista
| Lista (2004)                         | Posición |
| ------------------------------------ | -------- |
| Australia (ARIA)                     | 51       |
| Estados Unidos (Billboard Hot 100)   | 62       |
| Estados Unidos (Adult Contemporary)  | 29       |
| Estados Unidos (Adult Top 40)        | 5        |
| Estados Unidos (Alternative Airplay) | 33       |
| Estados Unidos (Mainstream Rock)     | 20       |
| Nueva Zelanda (Recorded Music NZ)    | 44       |
| Países Bajos (Dutch Top 40)          | 35       |
| Países Bajos (Mega Single Top 100)   | 41       |